# Нванкво Обіора
Нванкво Обіора (англ. Nwankwo Obiora, нар. 12 липня 1991, Кадуна) — нігерійський футболіст, півзахисник португальського клубу «Академіка» та в минулому національної збірної Нігерії. У складі збірної — володар Кубка африканських націй.

## Клубна кар'єра
Нванкво Обіора народився 1991 року в місті Кадуна. Розпочав грати у футбол у юнацькій команді клубу «Еко», а вже в 2006 році грав у професійній команді «Гартленд», а з 2008 до 2009 року грав у складі команди «Віккі Турістс». У 2009 році Обіора перейшов до юнацької команди клубу «Реал Мурсія», звідки отримав запрошення від італійського клубу «Інтернаціонале», де переважно грав за юнацьку команду, лише зрідка з'являючись в основному складі міланської команди.
У 2011 році Нванкво Обіора став гравцем італійського клубу «Парма», однак у 2012 році керівництво клубу віддало нігерійця в оренду до іншого італійського клубу «Губбіо», а пізніше в оренду до клубу «Падова», де гравець перебував до 2013 року. У 2013—2014 роках Обіора на правах постійного контракту грав за румунський клуб «ЧФР Клуж». У 2014 році нігерійський півзахисник спочатку став гравцем іспанського клубу «Кордова», проте ще в цьому році перейшов до португальського клубу «Академіка», в якому грав до 2016 року. У 2016—2018 році Обіора грав за грецький клуб «Левадіакос».
У 2018 році Нванкво Обіора став гравцем португальського клубу «Боавішта», у складі якого грав до 2020 року. Протягом 2021—2023 років нігерійський футболіст грав у складі іншого португальського клубу «Шавіш». З 2024 року Обіора вдруге в кар'єрі грає за португальський клуб «Академіка».

## Виступи за збірні
Протягом 2009—2011 років Нванкво Обіора залучався до складу молодіжної збірної Нігерії. У складі молодіжної збірної футболіст брав участь у молодіжному чемпіонаті світу 2009 року. На молодіжному рівні зіграв у 8 офіційних матчах, забив 1 гол.
У 2012 році Обіора дебютував у складі національної збірної Нігерії. У складі збірної гравець був учасником Кубка африканських націй 2013 року у ПАР, здобувши того року титул континентального чемпіона. У складі національної збірної футболіст грав до 2015 року, зіграв у її складі 10 матчів, у яких забитими голами не відзначився.
| Дата       | Місто        | Господарі  | Результат | Гості            | Турнір                                   | Голи | Примітки |
| ---------- | ------------ | ---------- | --------- | ---------------- | ---------------------------------------- | ---- | -------- |
| 23-5-2012  | Ліма         | Перу       | 1 – 0     | Нігерія          | товариський матч                         | -    | 55'      |
| 3-6-2012   | Калабар      | Нігерія    | 1 – 0     | Намібія          | Відбір до ЧС 2014                        | -    | 68'      |
| 9-6-2012   | Блантайр     | Малаві     | 1 – 1     | Нігерія          | Відбір до ЧС 2014                        | -    | 75'      |
| 16-6-2012  | Калабар      | Нігерія    | 2 – 0     | Руанда           | Відбір до Кубка африканських націй 2013  | -    |          |
| 8-9-2012   | Монровія     | Ліберія    | 2 – 2     | Нігерія          | Відбір до Кубка африканських націй 2013  | -    |          |
| 13-10-2012 | Лагос        | Нігерія    | 6 – 1     | Ліберія          | Відбір до Кубка африканських націй 2013  | -    | 82'      |
| 9-1-2013   | Авейру       | Кабо-Верде | 0 – 0     | Нігерія          | товариський матч                         | -    | 68'      |
| 25-1-2013  | Мбомбела     | Замбія     | 1 – 1     | Нігерія          | Кубок африканських націй 2013 - 1-й етап | -    | 76'      |
| 5-9-2015   | Дар-ес-Салам | Танзанія   | 0 – 0     | Нігерія          | Відбір до Кубка африканських націй 2017  | -    |          |
| 8-9-2015   | Порт-Гаркорт | Нігерія    | 2 – 0     | Нігер            | товариський матч                         | -    |          |
| 8-10-2015  | Візе (місто) | Нігерія    | 0 – 2     | Республіка Конго | товариський матч                         | -    | 64'      |
| Усього     |              | Матчів     | 11        |                  | Голів                                    | 0    |          |

## Титули і досягнення
- Володар Кубка африканських націй (1): 2013